# كورنيش بيروت

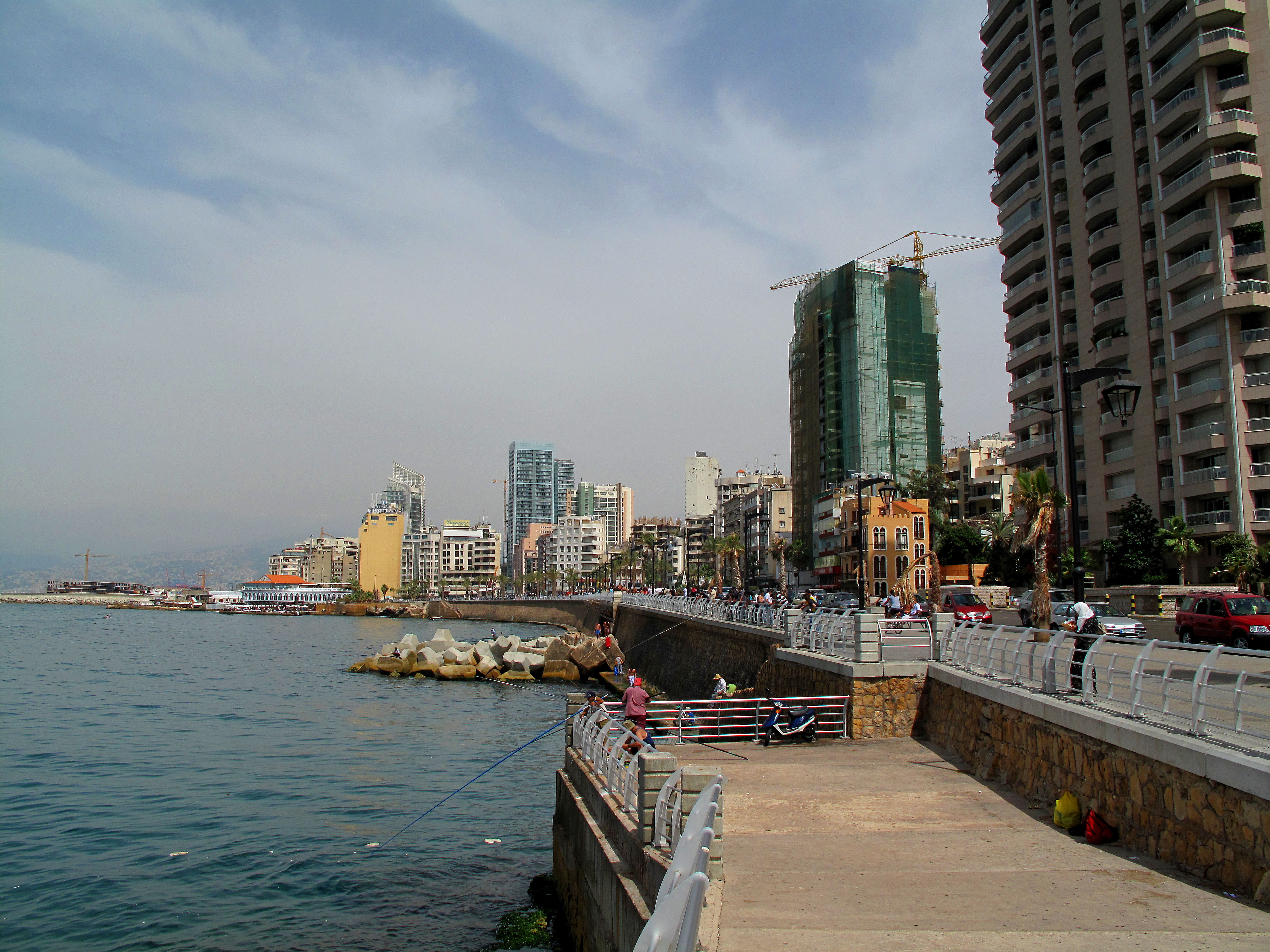

كورنيش بيروت هو ممشى ساحلي يطل على البحر الأبيض المتوسط ويقع في وسط بيروت التجاري٬ في بيروت، لبنان. يوفر الكورنيش ساحة للزوار لرؤية البحر وقمم جبل لبنان. تأسس الكورنيش في فترة الاستعمار الفرنسي على لبنان [بحاجة لمصدر]. الكورنيش حاليا هو واجهة شعبية للركض ويتكاثر في الكورنيش الباعة المتجولون يقدمون مجموعات واسعة من الوجبات الخفيفة والمشروبات المحلية اللبنانية.

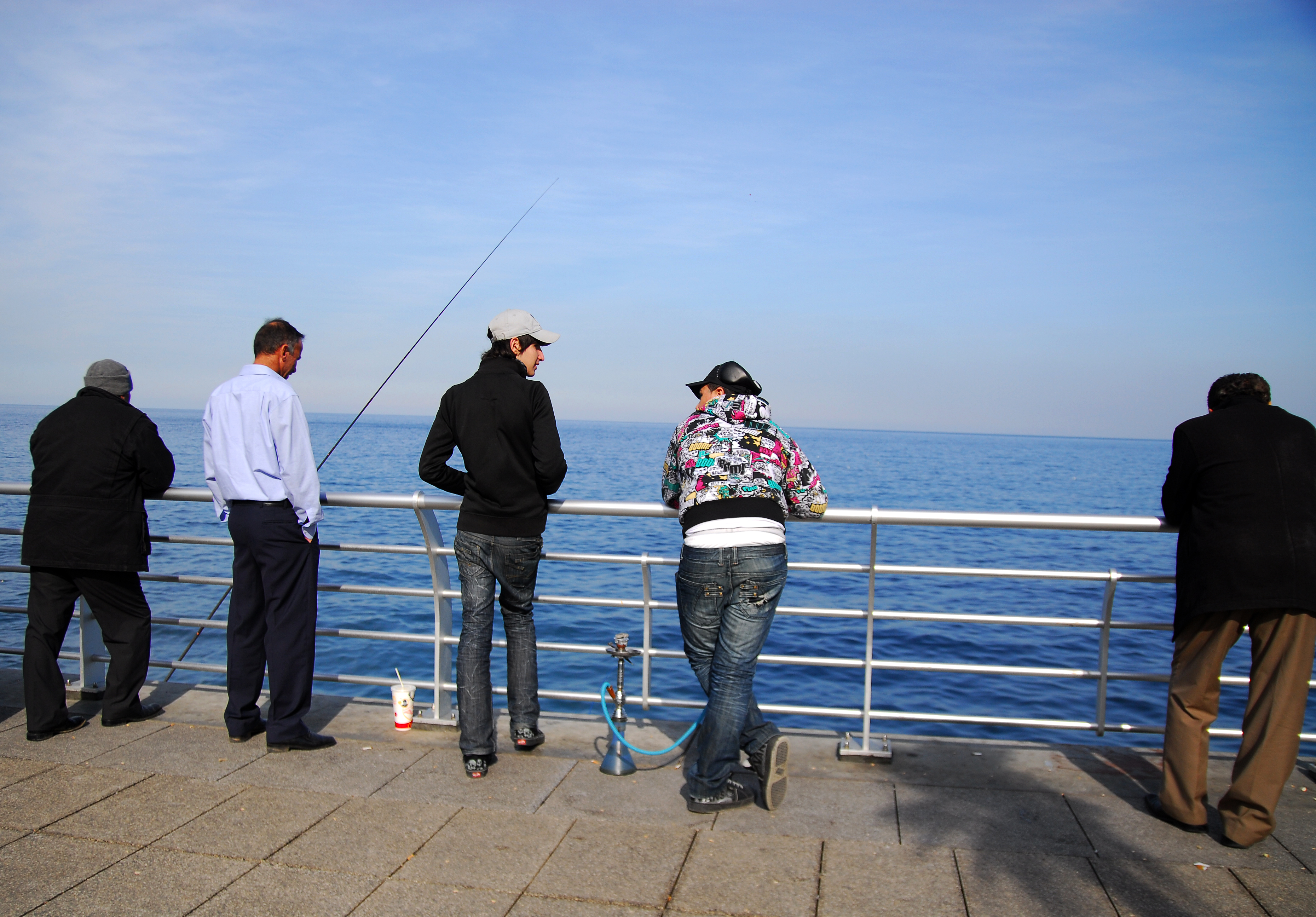

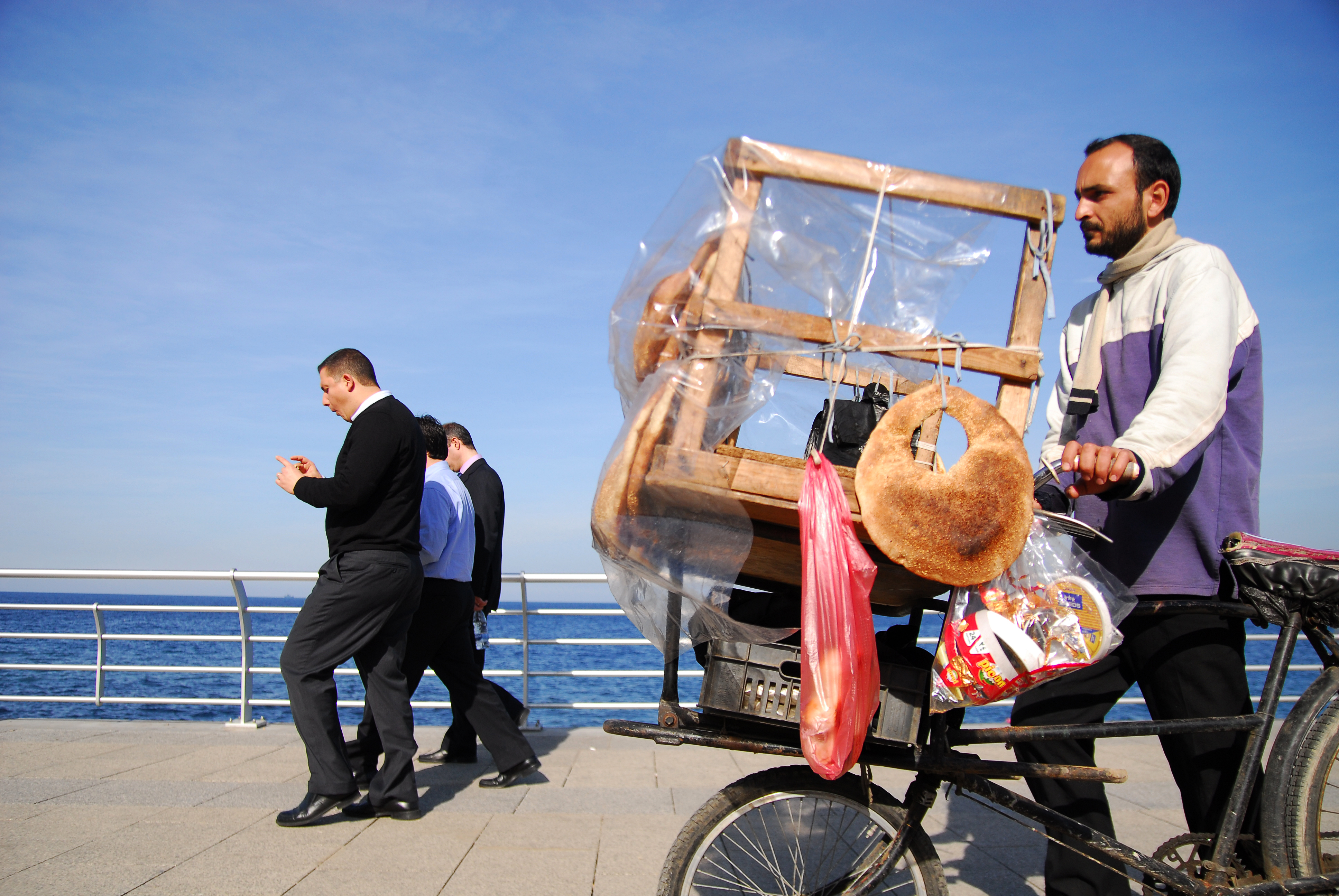
بائع متجول

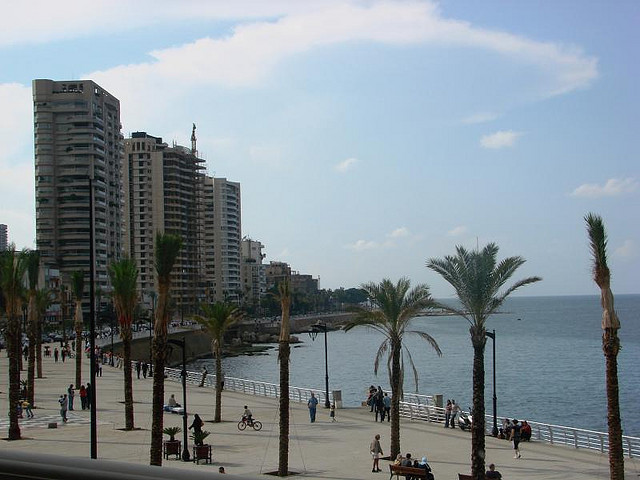
يوجد العديد من شجيرات النخيل في الكورنيش

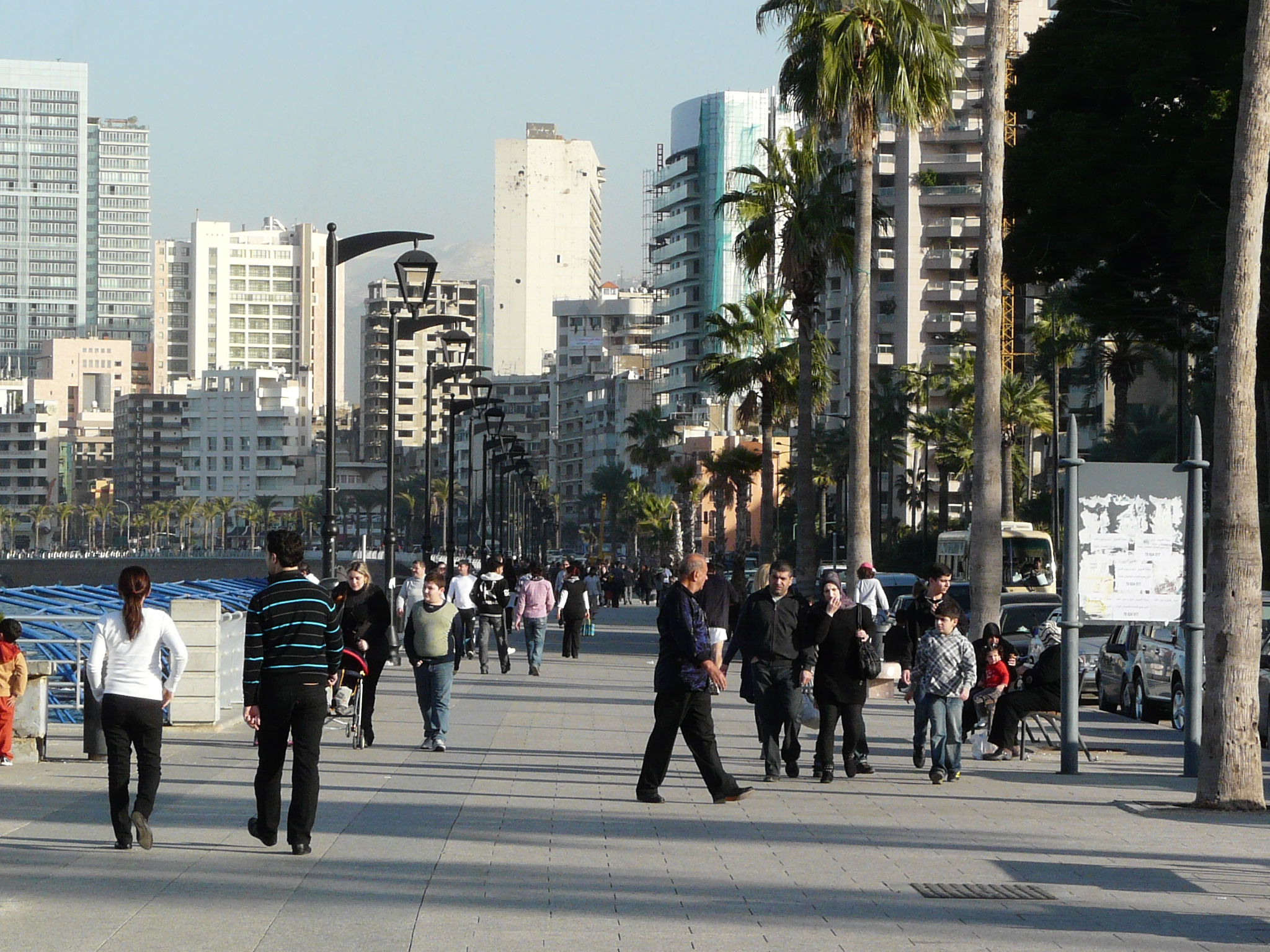
كورنيش بيروت

## معرض صور

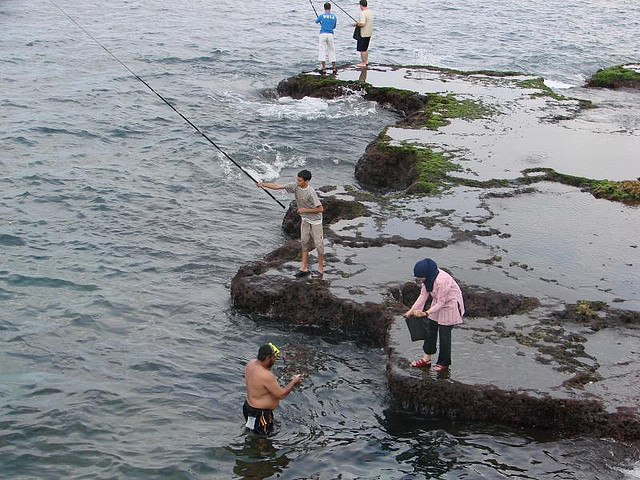
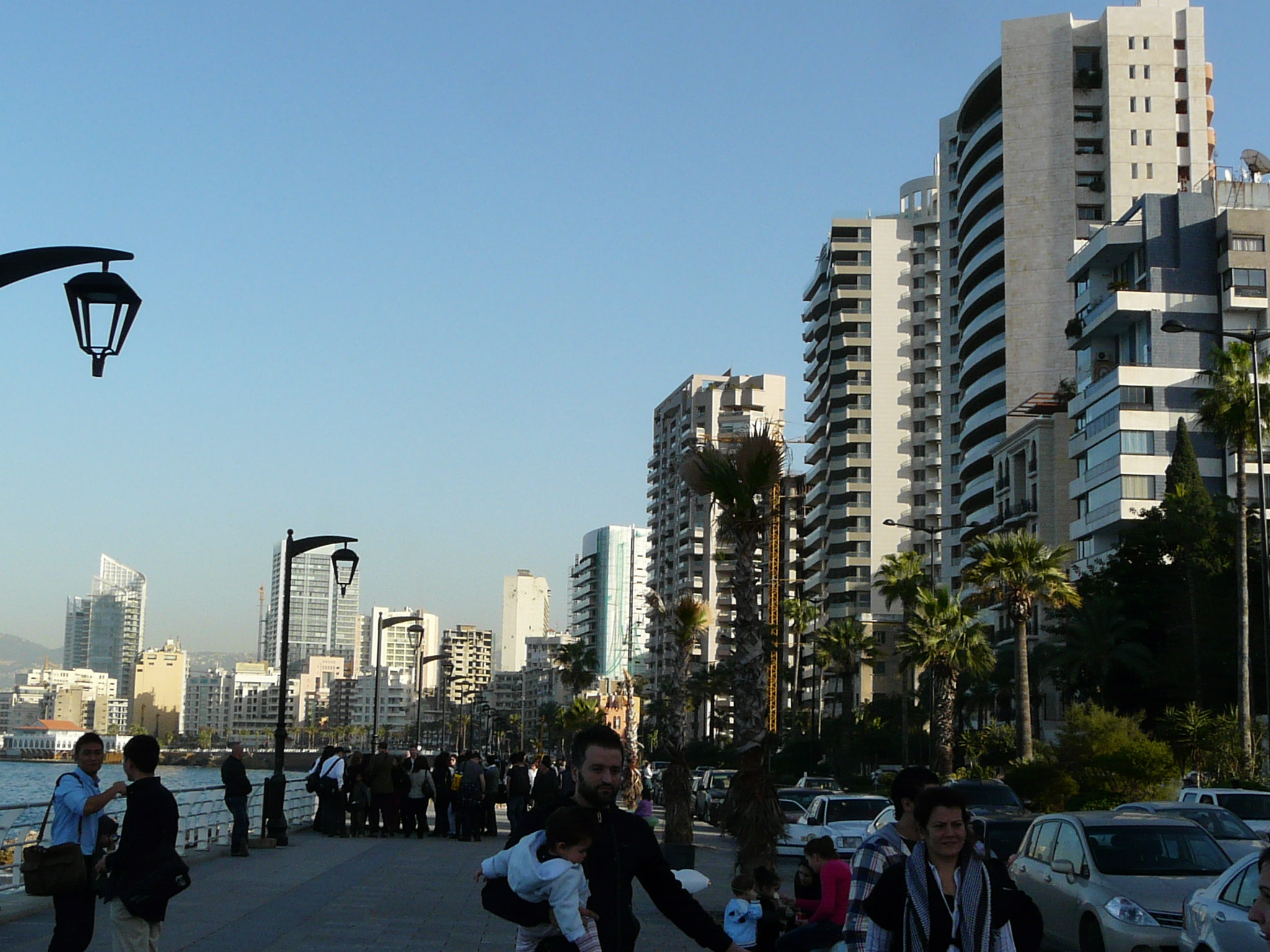
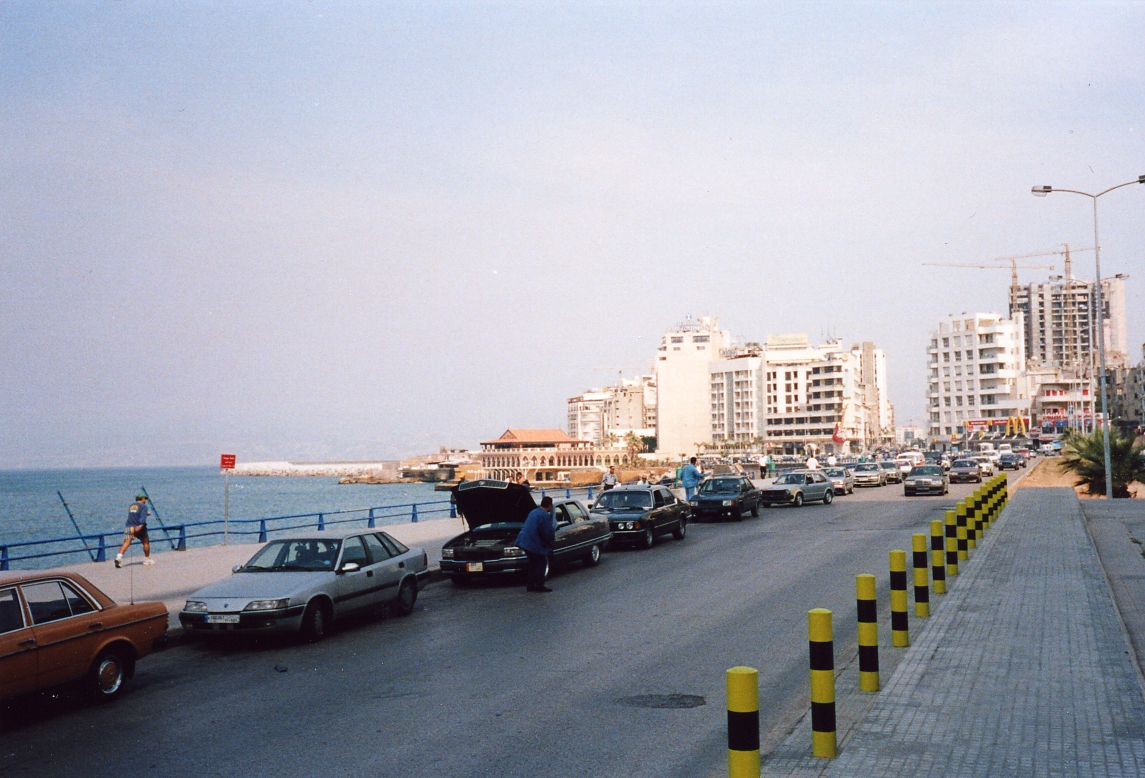
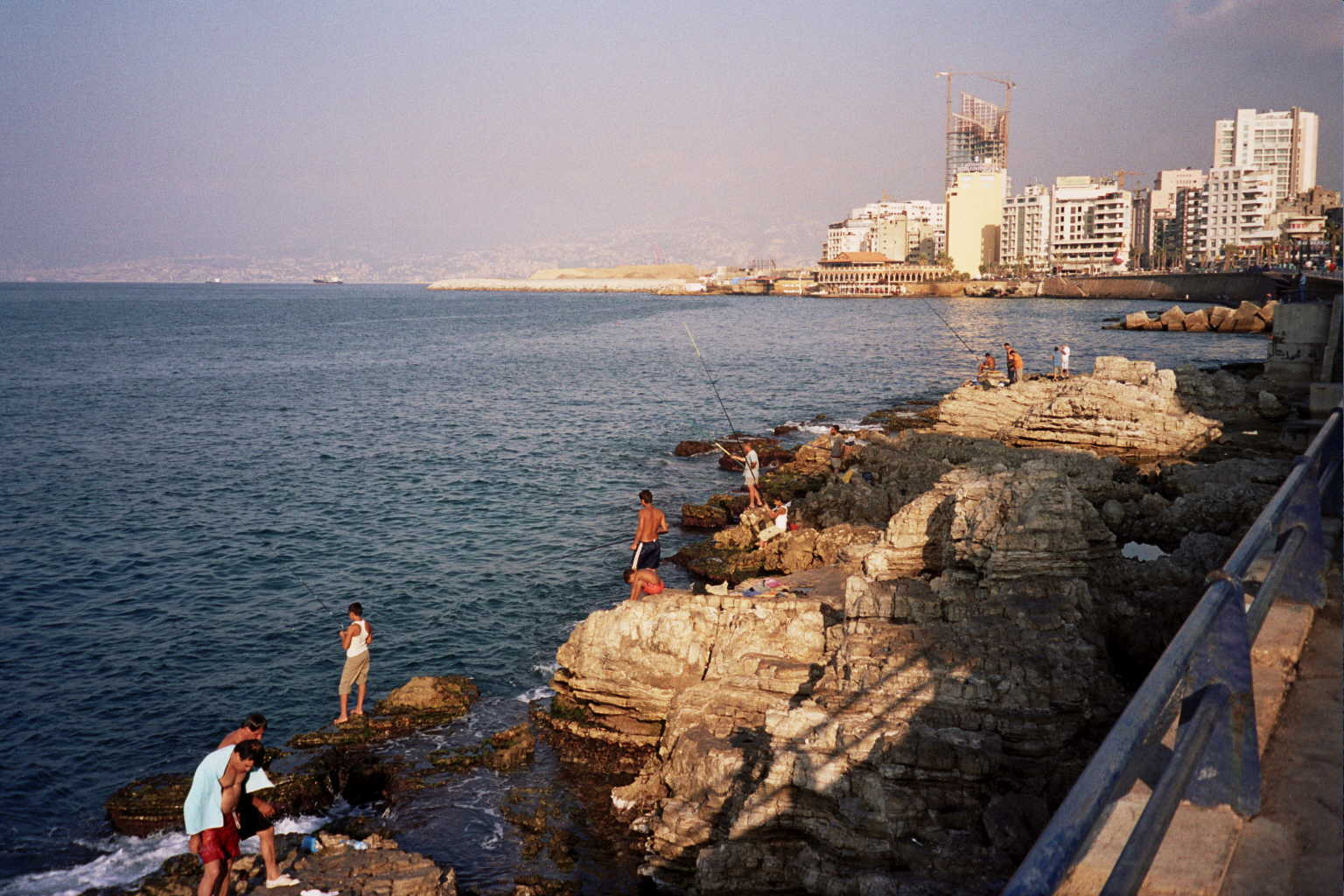
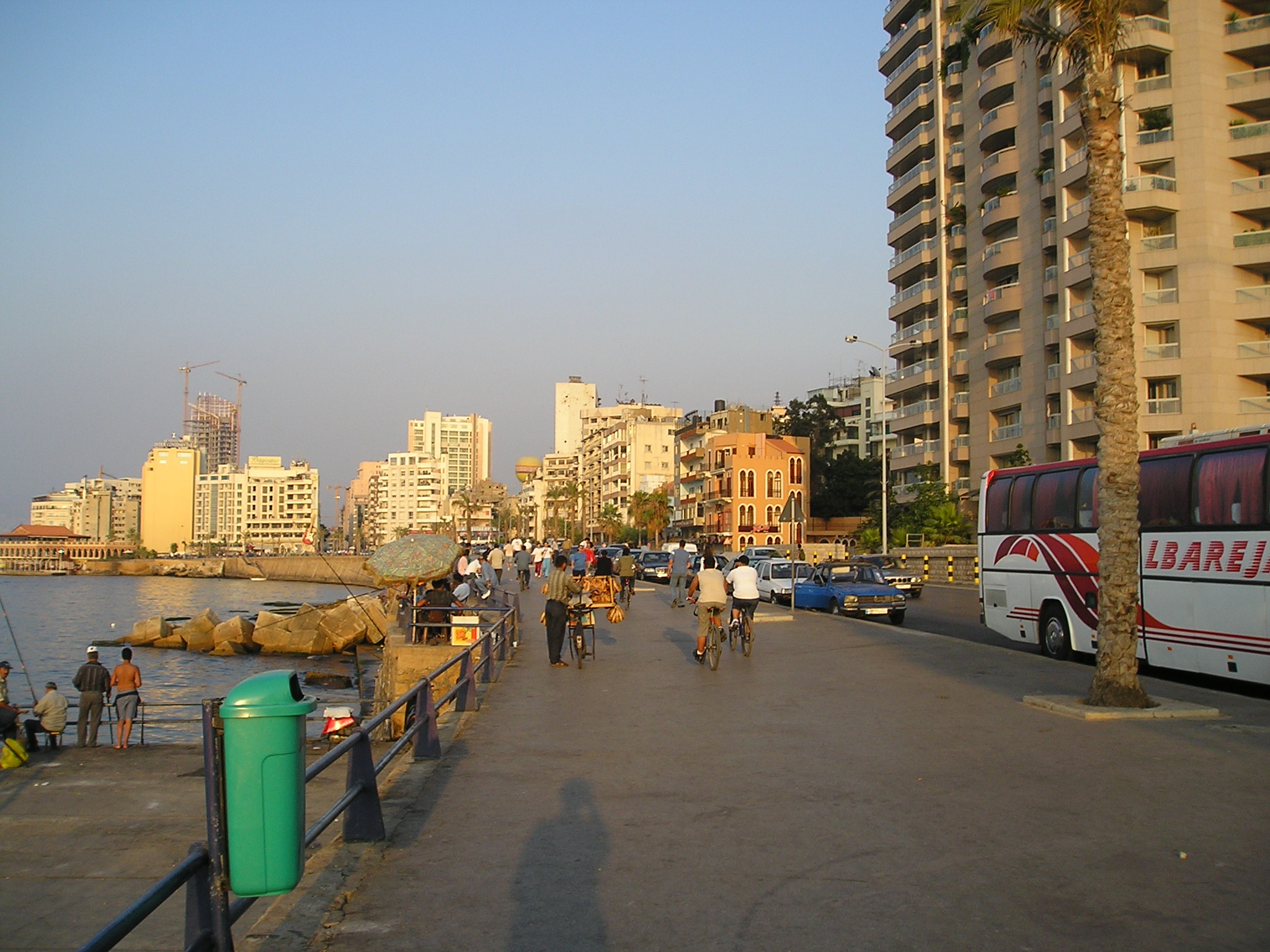

## طالع
- قائمة شوارع بيروت